# Elodina primularis
Elodina primularis är en fjärilsart som beskrevs av Butler 1882. Elodina primularis ingår i släktet Elodina och familjen vitfjärilar. Inga underarter finns listade i Catalogue of Life.